# Dzsehutinaht

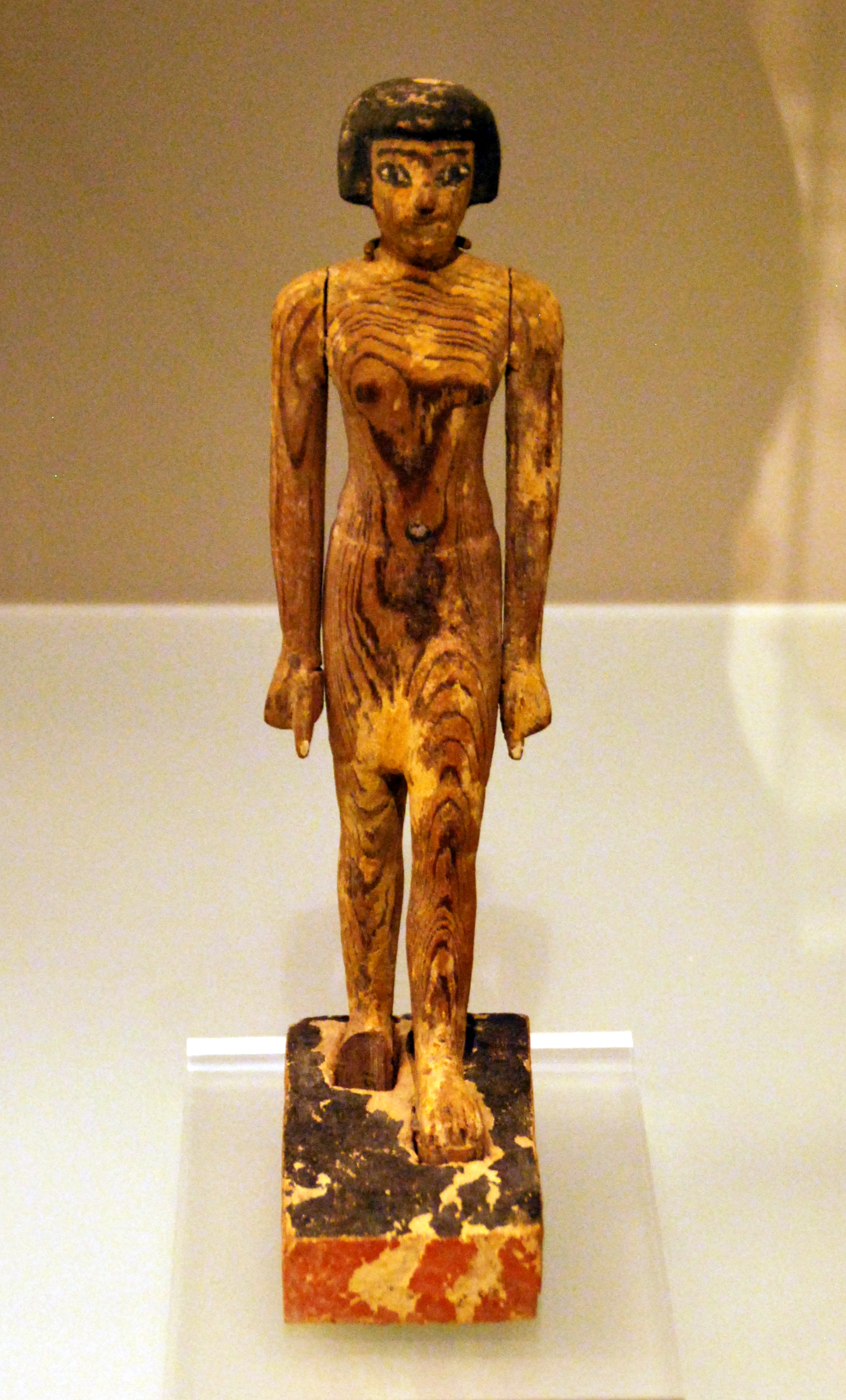
Dzsehutinaht szobra

Dzsehutinaht (ḏḥwtỉ-nḫt, „Thot erős”) ókori egyiptomi hivatalnok volt a XI. dinasztia végén, XII. dinasztia elején; a felső-egyiptomi 15. nomosz, Wenet kormányzója. Sírja a Deir el-Bersa-i 10A sír, melynek leletei ma a Bostoni Szépművészeti Múzeumban találhatóak.

## Élete
| G26 | N35 · M3 · X1 · Aa1 |

| G26 | N35 · M3 · X1 · Aa1 |

Korábban úgy tartották, hogy a XII. dinasztia egyik fáraója, III. Szenuszert idejében élt, de a sírjában talált bútorok elemzése alapján ennél régebben kellett élnie. Családjával és élete eseményeivel kapcsolatban továbbra is nagy a bizonytalanság, az egyetlen, amit biztosan tudunk, hogy a feleségét szintén Dzsehutinahtnak hívták. A név gyakorinak számított ebben az időben, hat Dzsehutinaht nevű nomoszkormányzó is ismert, és ebből a negyediknek, valamint az ötödiknek a feleségét is így hívták. Amennyiben a 10A sírba temetett kormányzó IV. Dzsehutinahttal azonos, úgy a XI. dinasztia uralkodásának végén élt; I. Ahanaht kormányzó fia, II. Ahanaht kormányzó fivére és utóda volt, őt magát pedig I. Neheri követte pozíciójában. Amennyiben azonban V. Dzsehutinahttal azonos, úgy a XII. dinasztiához tartozó I. Amenemhat fáraó idejében élt, I. Neheri fia és örököse volt, anyját Dzsehutihotepnek hívták, utóda pedig unokaöccse, II. Neheri volt. Gyermekéről nem tudni. A teljes családfát lásd Wenet nomosz cikkében.

## Sírja
Dzsehutinaht sírja, a 10A a közép-egyiptomi Deir el-Bersa nekropoliszában található. 1915-ben fedezte fel George Andrew Reisner amerikai egyiptológus, a Harvard Egyetem és a Bostoni Szépművészeti Múzeum ásatásának vezetője. A külső kápolnából szinte semmi nem maradt, a sírkamra azonban, bár az ékszereket sírrablók már ellopták, számos szép kidolgozású cédrusfa koporsót tartalmazott, Dzsehutinaht és felesége koporsóit. A kormányzó külső koporsója, mely „bersai koporsó” néven lett ismert, a múzeum leírása szerint „a legszebb festett koporsó, amely valaha készült Egyiptomban, a táblaképfestészet remeke”. A sírban megtalálták egy múmia fejét (nagy valószínűséggel férfié, tehát elképzelhető, hogy magáé a kormányzóé),) valamint felesége kanópuszládáját, és számos más sírmellékletet, úgymint bútorokat, kanópuszedényeket, hajómodelleket, számos szobrocskát, amelyek férfiakat és nőket ábrázoltak mindennapi teendők végzése közben, valamint a „bersai felvonulók” néven ismert szoborcsoportot, amely egy papot és áldozatvivő lányokat ábrázol. A sírban talált tárgyak összessége a valaha fellelt legnagyobb középbirodalmi temetkezési leletegyüttest alkotja.
Az egyiptomi kormány a sírban talált leletanyagot teljes egészében a bostoni múzeumnak ajándékozta. 1920-ban szállították át Amerikába; egy, a hajón kitört tűz veszélybe sodorta a leletegyüttest, de szerencsére csak kisebb kár esett benne. A leletegyüttesből évtizedeken keresztül csak a bersai koporsó és a bersai felvonulók voltak kiállítva; 2009-10-ben állították ki az egészet egy külön ennek a leletegyüttesnek szentelt kiállításon.
A sírrablók kárt tettek a múmiákban. A sírkamra egyik sarkában megtalálták egy múmia felsőtestét, melyet eredetileg Dzsehutinaht úrnő testének véltek, de az újabb kutatások szerint lehetséges, hogy a férjéé. A mumifikált fejről, melyet a kormányzó koporsóján találtak a régészek, 2018 márciusában DNS-vizsgálat bizonyította be, hogy férfié, így ez lehet Dzsehutinaht kormányzó múmiájának feje.

## Galéria

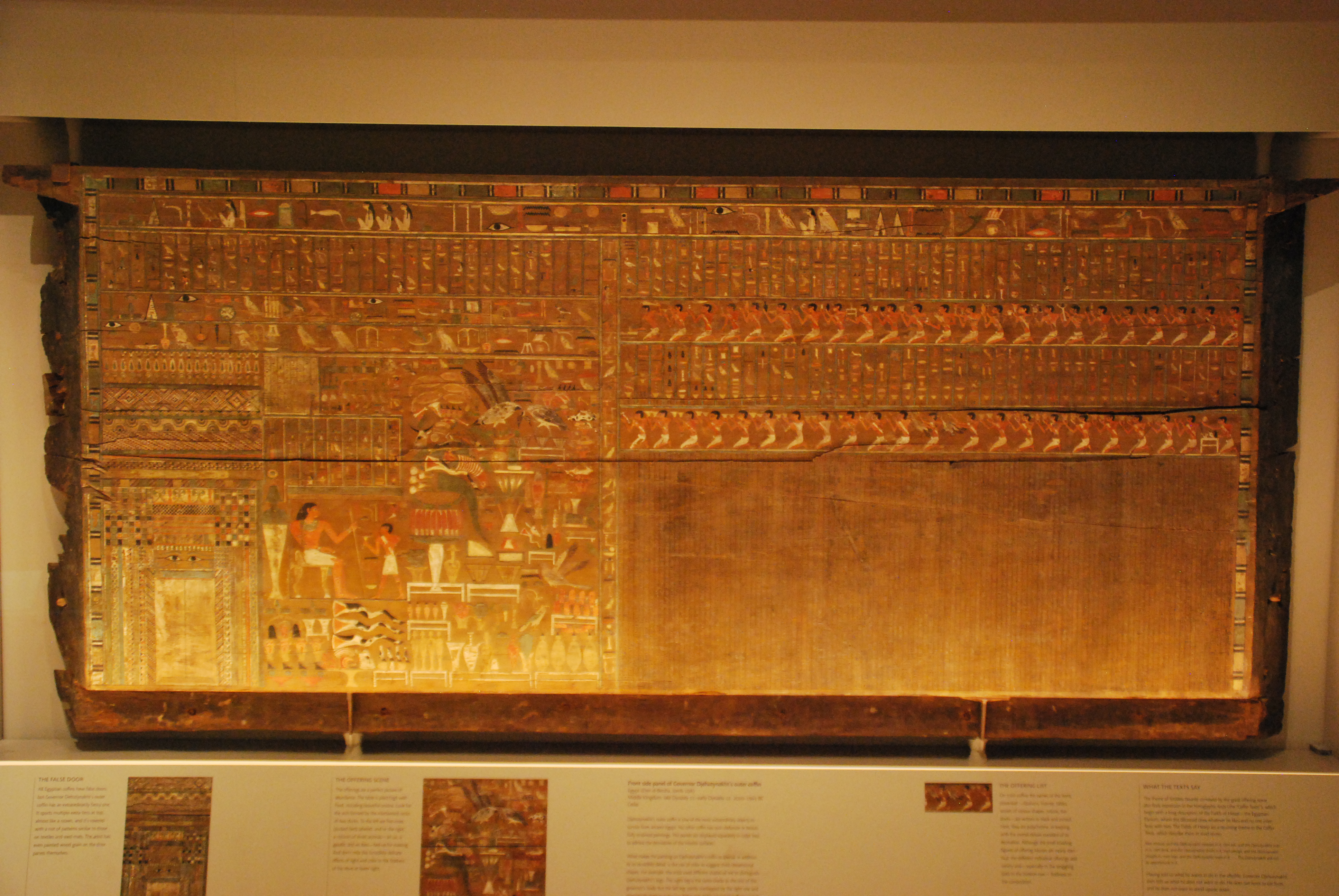
A bersai koporsó
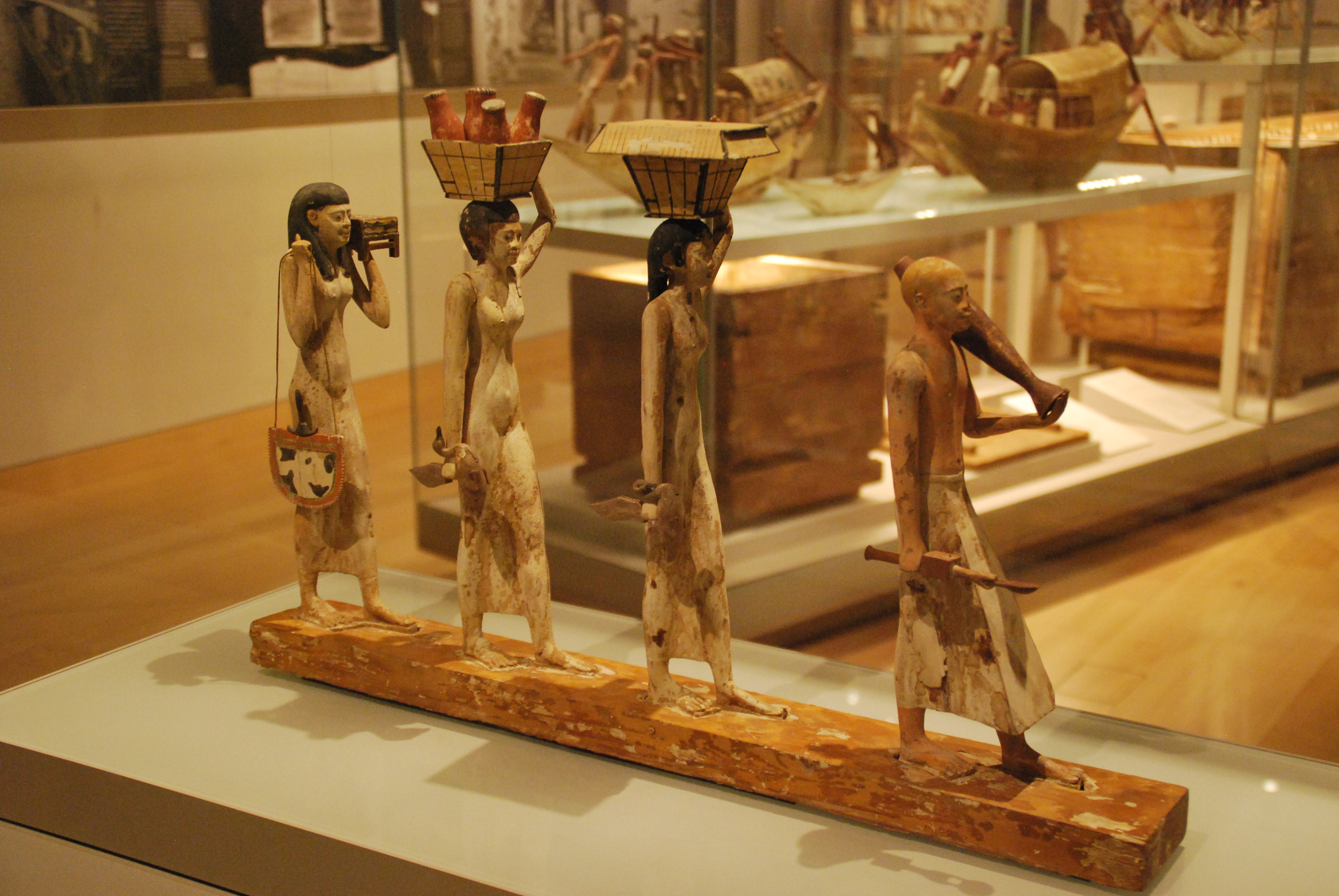
A bersai felvonulók
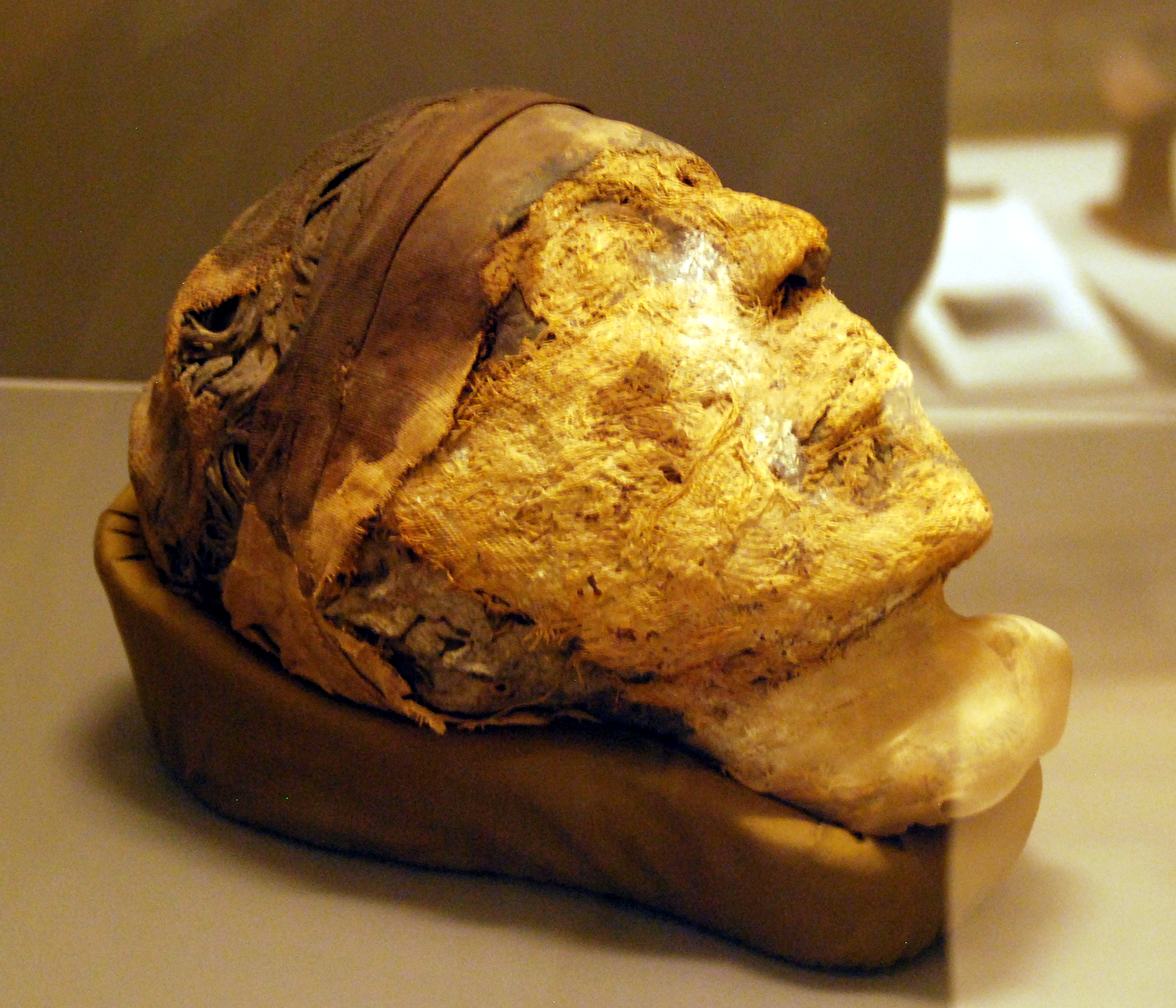
A múmia feje
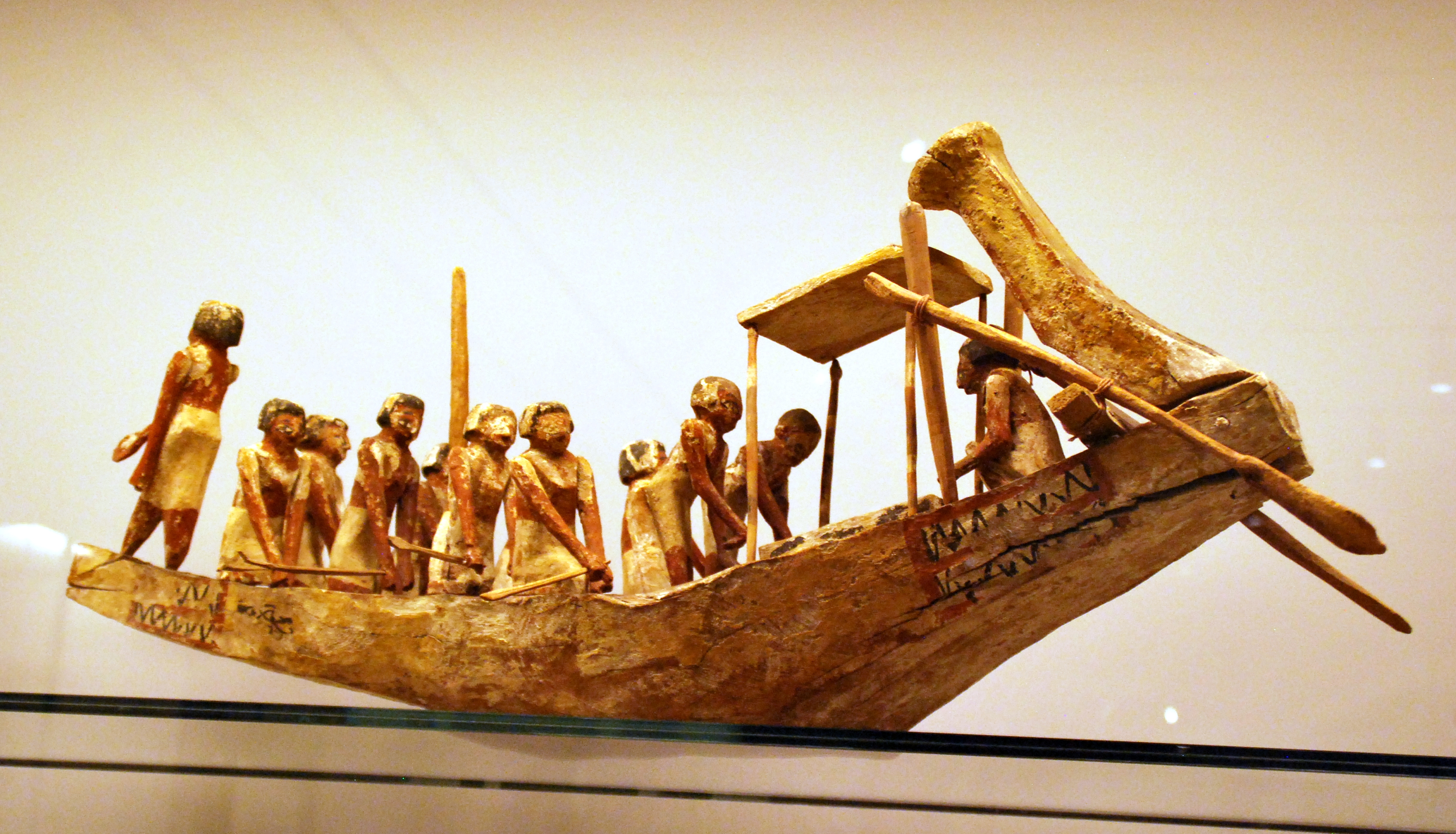
Hajómodell
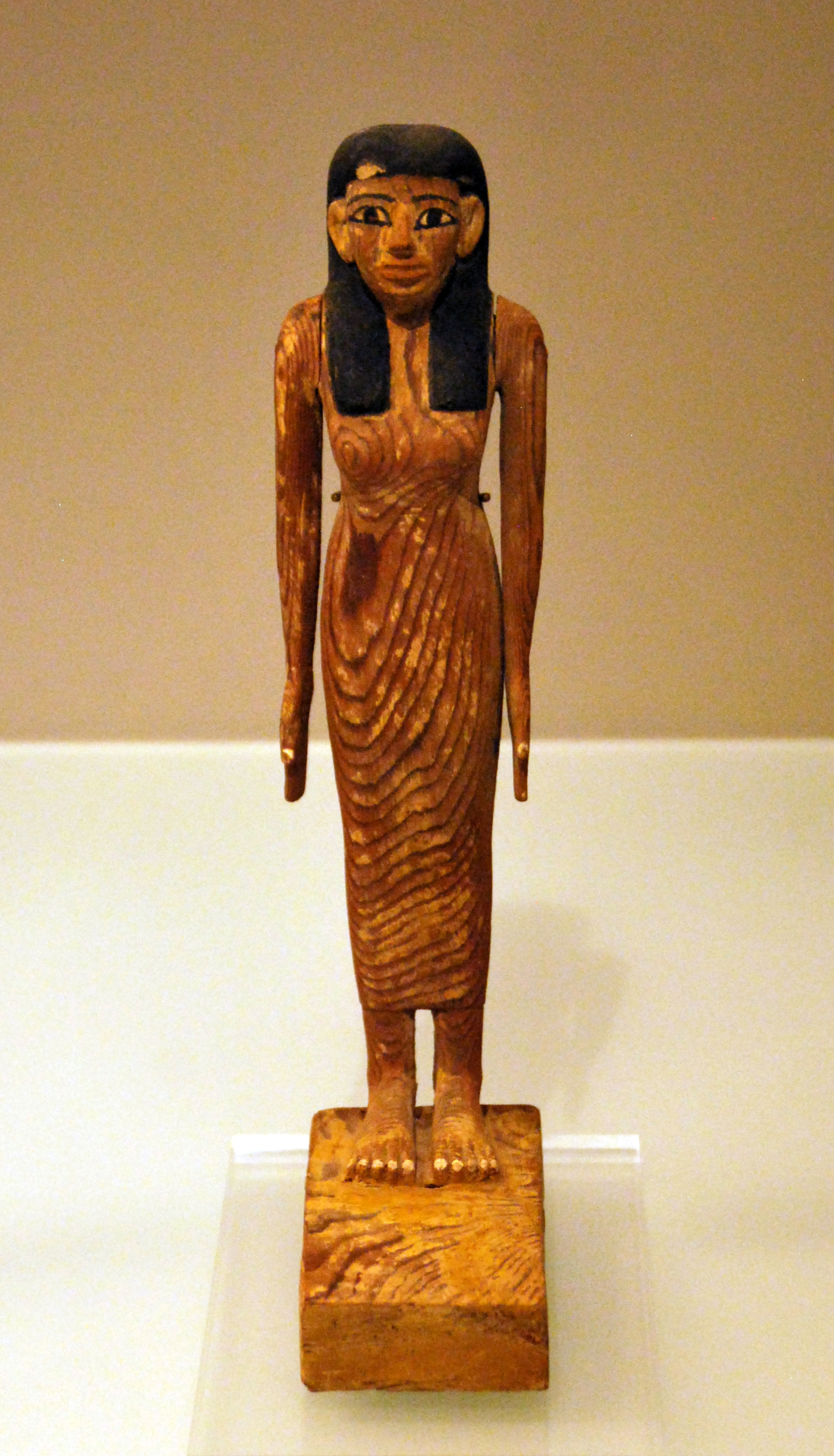
Dzsehutinaht úrnő szobrocskája

## Fordítás
- Ez a szócikk részben vagy egészben  a   Djehutynakht (10A) című angol Wikipédia-szócikk ezen változatának fordításán alapul.  Az eredeti cikk szerkesztőit annak laptörténete sorolja fel. Ez a jelzés csupán a megfogalmazás eredetét és a szerzői jogokat jelzi, nem szolgál a cikkben szereplő információk forrásmegjelöléseként.